# Willem Vijn
Willem Vijn (Hoogwoud, 11 mei 1859 - Hoogwoud, 4 februari 1944) was een Nederlands dammer en wethouder.
Willem Vijn nam tweemaal deel aan het NK, in 1902 en in 1908. In 1902 eindigde tweede achter Jack de Haas. En in 1908 behaalde hij een gedeelde zesde plaats. Vijn was meer dan 30 jaar lang raadslid en wethouder in de gemeente Hoogwoud. Vijn was van beroep landbouwer en veehouder.